# خادم الأسماء
خادم الأسماء هو جزء من نظام أسماء النطاقات، وظيفته ترجمة أسماء النطاقات إلى عناوين بروتوكول الإنترنت (IP) حتى تتمكن أجهزة الحاسوب من الاتصال فيما بينها عبر شبكة الإنترنت.
يعمل خادم الأسماء كحلقة وصل بين المستخدم والخوادم المستضيفة للمواقع، بحيث يتيح الوصول إلى مواقع الويب والخدمات بسهولة دون الحاجة إلى معرفة أو حفظ أرقام العناوين المعقدة.

## أنواع خوادم الأسماء
- خوادم الجذر: هي المستوى الأعلى في بنية نظام أسماء النطاقات، وعددها 13 مجموعة رئيسية، وتعمل على توجيه الاستعلامات إلى خادم النطاق الأعلى (TLD) مثل ‎.com أو ‎.org.[3]
- خوادم النطاق الأعلى: تخزّن معلومات عن النطاقات المسجّلة ضمن امتداد معيّن، مثل ‎.com أو ‎.net أو الامتدادات المحلية مثل ‎.sa و‎.eg.
- الخوادم الموثوقة: تحتوي على السجلات النهائية للنطاق، وهي المرجع الذي يزوّد المستخدم بعنوان الـ IP الصحيح.
- خوادم إعادة التحميل: تخزّن مؤقتًا نتائج الاستعلامات السابقة لتسريع التصفح وتقليل الضغط على الشبكة.

## آلية العمل
عند إدخال اسم نطاق في متصفح ويب، يرسل الجهاز طلبًا إلى خادم إعادة التحميل المحلي، والذي يقوم إما بجلب العنوان من ذاكرته المؤقتة أو بتمرير الطلب إلى خوادم DNS الأخرى (ابتداءً من الجذر وصولًا إلى الخادم الموثوق) حتى يحصل على عنوان الـ IP المطلوب.

## الاستخدامات
- تحسين سرعة الاتصال: عبر استخدام خدمات مثل جوجل Public DNS أو كلاود فلير 1.1.1.1.
- البحث العكسي: يتيح معرفة اسم النطاق المرتبط بعنوان IP، ويُستخدم في الأمن وتحليل الشبكات.[5]

## الأمن والتطورات الحديثة
مع زيادة التهديدات الأمنية، ظهرت تقنيات مثل DNS عبر HTTPS (DoH) وDNS عبر TLS (DoT) التي تعمل على تشفير استعلامات DNS لمنع التجسس أو التلاعب بها.

## الأهمية
بدون خوادم الأسماء، سيكون على المستخدمين حفظ عناوين IP لكل موقع أو خدمة، وهو ما يجعل استخدام الإنترنت أكثر صعوبة. لذلك، يُعتبر DNS وخوادمه أحد أعمدة البنية التحتية للإنترنت.